# NGC 6872
NGC 6872 is een balkspiraalstelsel in het sterrenbeeld Pauw. Het hemelobject werd op 27 juni 1835 ontdekt door de Britse astronoom John Herschel. Het is het grootst bekende spiraalstelsel zoals is ontdekt in data van de Galaxy Evolution Explorer. Het stelsel heeft een spanwijdte van 522.000 lichtjaar.

## Synoniemen
- ESO 73-32
- VV 297
- AM 2011-705
- IRAS 20115-7055
- PGC 64413